# Manolo Rojas
Víctor Manuel Rojas Ibáñez (Huaral, 16 de noviembre de 1962), más conocido como Manolo Rojas, es un comediante, imitador, actor, cantante y compositor peruano.

## Biografía
Nació en la ciudad de Huaral de la provincia homónima, el 16 de noviembre de 1962, es proveniente de una familia de clase humilde.
En sus primeros años fue compañero del cómico ambulante Juan Castellanos, «Tripita». Su carrera en los medios de comunicación inició en el programa Hola que tal, bajo la conducción del también comediante Román «Ronco» Gámez, quien lo descubrió en la década de 1990. Destacó en el café teatro a lado de grandes artistas como Miguel Barraza, Melcochita, Bettina Oneto, Gordo Casaretto y Amparo Brambilla.
Formó parte del elenco de Risas y salsa. Entre sus imitaciones destacan las de Pepe Ludmil, Lucho Izuski, Tito Navarro, Jorgito del Castillo, César Teacuña, Chuchi Díaz, Zambo Cabero y Juan Gabriel. No obstante, el que alcanzó su propio espacio y lo hizo famoso fue la imitación como «el brother» Pablo reconocida por el mismo evangelista Pablo Finkenbinder, y que fue compartida a nivel nacional.
En el año 2001 fue coproductor junto a Arturo Álvarez del programa Ocho loco en Austral Televisión. En 2002 se unió a América Televisión. Sin embargo, en 2005 se reintegró a Panamericana Televisión, que generó problemas con la cadena anterior al romper su cláusula de exclusividad.
En 2007 participó en el circo de Walter Ramírez, integrante de El especial del humor.

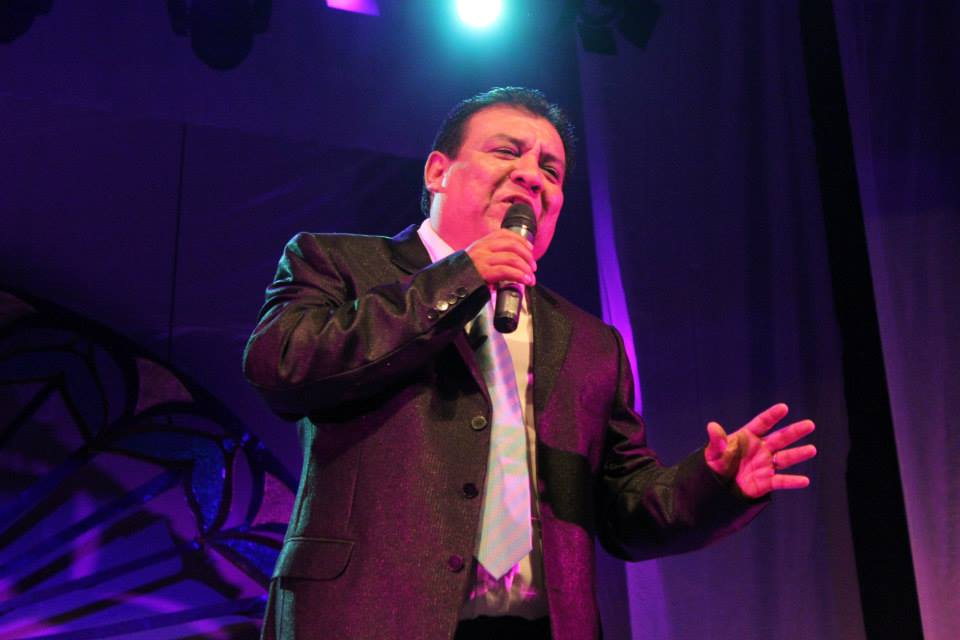
Rojas en el Teatro Canout el año 2016.

En 2009, formó parte del programa cómico del canal estatal Por humor al Perú junto a Alfredo Benavides. Desde su aparición, se popularizó su caracterización de Tulia, imitación de Tula Rodríguez. Además, junto a Adriana Quevedo, copresentó el magacín TVO hoy.
En el 2016 logró el reconocimiento en el Congreso de los Estados Unidos, por su trayectoria artística. Desde entonces es parte del elenco del programa cómico El reventonazo de la chola de América Televisión. También forma parte del grupo RPP, en el programa Los chistosos desde hace 12 años junto a Hernán Vidaurre y Giovanna Castro.
Entre 2018 y 2021 participó en la serie De vuelta al barrio como el Muki.
Es padre de dos hijos, Ruby Rojas Alayo y Manuel Rojas Alayo, este último comediante. Abuelo de tres nietos, Lariza, Zoe y Antonio.

### Otras actividades
Es compositor y cuenta con más de 30 canciones registradas, algunas interpretadas por conocidas agrupaciones como Agua Bella.
En febrero de 2022, lanzó su primer sencillo «Por enamorarme», haciendo su debut como cantante. En octubre de ese año inauguró su restaurante campestre en Huaral, que coincidió con la feria del plato gastronómico chancho al palo.
En 2012 fue participante del programa de telerrealidad La casa de Magaly, como parte de Magaly TeVe.

## Participación en la política
Manolo Rojas incursiona en el ámbito político cuando en las elecciones municipales del año 1998 es presentado por ‘Vamos Vecino’, agrupación política y municipal del presidente Alberto Fujimori, como candidato a la alcaldía de la provincia de Huaral, la cual quedó en el cuarto lugar de las preferencias y logró solamente obtener una regidora municipal.
Rojas volvió a postular en las elecciones del año 2002 por Reconstrucción Democrática, partido político del piloto Ricardo Flores Chipoco, y obtuvo el quinto lugar. Luego en el año 2014, decidió postular como consejero del Gobierno Regional de Lima por el movimiento Unidad Cívica Lima y nuevamente no tuvo éxito.
Actualmente desde octubre del 2021 está afiliado a Fuerza Popular, partido político de Keiko Fujimori.

## Filmografía

### Cine
| Año  | Título                         | Papel    | Ref.          |
| ---- | ------------------------------ | -------- | ------------- |
| 2014 | Planta madre                   |          |               |
| 2016 | El candidato                   |          | [ 30 ]        |
| 2016 | Hasta que la suegra nos separe |          | [ 31 ]        |
| 2017 | Cebiche de tiburón             |          | [ 32 ]        |
| 2017 | Una comedia macabra            |          | [ 33 ]        |
| 2018 | El manual del pisado           | Federico | [ 34 ] [ 35 ] |

### Televisión
| Año       | Título              | Papel               | Notas              | Ref.   |
| --------- | ------------------- | ------------------- | ------------------ | ------ |
| 1990      | La guardia Serafina | Sargento Mostacho   |                    |        |
| 2007      | Por la Sarita       |                     |                    | [ 36 ] |
| 2007      | Néctar en el cielo  | Don Cucho           |                    |        |
| 2016      | Al fondo hay sitio  | Max Eneque Neciosup | Expareja de Purita | [ 37 ] |
| 2018      | De vuelta al barrio | El Muqui            | Chamán             | [ 38 ] |
| 2018      | Cumbia pop          |                     |                    |        |
| 2018      | Ojitos hechiceros   |                     |                    |        |
| 2024-2025 | Al fondo hay sitio  | El Muqui            |                    |        |

### Programas humorísticos
- Risas y salsa (1990-1996), Panamericana Televisión.
- Risas de América/Recargados de risa  (1997-1999; 2003-2005), América Televisión.
- Los Cincorregibles (1999-2000), Andina de Televisión.
- JB noticias (2000-2001), Frecuencia Latina.
- Parlamiento (2001), Canal A.
- Los cuentos de la paisana Jacinta (2002), Frecuencia Latina.
- Sábado bravazo (2005-2006), Panamericana Televisión.
- Astros de la risa (2007-2008), Panamericana Televisión.
- Por humor al Perú (2009-2010), TV Perú.
- Risas y salsa: Nueva generación (2011), Panamericana Televisión.
- El especial del humor (2012-2014), Frecuencia Latina.
- El reventonazo de la chola (desde 2016), América Televisión.

## Radio
- Los magníficos de la noticia (1994-1998), Radio Inca Sat.
- Lo bueno, lo malo y lo feo (1988-1990), Moderna Radio Papá.
- Notirisa (1990), Radio Cadena.
- Los comicasos (2001), Radio Nacional.
- Los chistosos (2008-presente), RPP.

## Teatro
- Juntos son dinamita (1988)
- El paquetazo de la risa (1991)
- Ases de la risa
- La risa viene con salsa
- La jaula de las locas (2006)[39]
- Los magníficos de la risa
- Por humor al Perú
- La sangre del presidente (2016)

## Premios y condecoraciones
- Mejor imitador (1992) — Risas y salsa
- Condecoración en el congreso de Estados Unidos (2016)[1]
- Medalla Inca Garcilaso de la Vega (2016)[40]
- Mejor comediante (2019) — Premio Japón
- Mejor imitador (2020) — Premios Luces